# Tachinaephagus lyperosiae
Tachinaephagus lyperosiae is een vliesvleugelig insect uit de familie Encyrtidae. De wetenschappelijke naam is voor het eerst geldig gepubliceerd in 1933 door Ferrière.